# مارماهی‌بلنیان
مارماهی‌بلنیان (به لاتین: Congrogadinae) زیرخانواده‌ای از ماهیان پرتوباله است، یکی از چهار زیرخانواده که خانواده پشت‌نقطه‌ایان (Pseudochromidae) را تشکیل می‌دهند. این ماهی‌های دراز معمولاً مارماهی‌بلنی نامیده می‌شوند.